# Marcello Venusti
Marcello Venusti (ur. 1512/1515, zm. 1579) – włoski malarz.
Studiował w Mantui, ale najwcześniejsze informacje o nim pochodzą z okresu współpracy z Perino del Vagą w Rzymie w latach 40. XVI wieku. Jego pierwszym ważnym zleceniem było namalowanie w 1548 roku kopii Sądu Ostatecznego Michała Anioła dla kardynała Alessandro Farnese. Po tym zleceniu Venusti zaprzyjaźnił się z Michałem Aniołem, którego prace o tematyce religijnej kopiował bądź tworzył nowe, bazujące na dziełach Buonarrotiego. Venusti często wzbogacał prace Michała Anioła o liczne detale, m.in. do Zwiastowania z bazyliki na Lateranie czy Zwiastowania z kaplicy Cesich w kościele Matki Bożej Królowej Pokoju w Rzymie.